# Lagos de Moreno
Lagos de Morenoⓘ – miasto w środkowym Meksyku w stanie Jalisco, leżące na południowy zachód od miasta León.
W mieście rozwinął się przemysł skórzano-obuwniczy.

## Miasta partnerskie
- Durango (miasto w Meksyku), Meksyk

Liczba mieszkańców w 2010 roku wynosiła ponad 150 tys.